# Wemmetsweiler
Wemmetsweiler (ⓘ) ist ein Ortsteil der Gemeinde Merchweiler im Landkreis Neunkirchen, Saarland.  Bis Ende 1973 war Wemmetsweiler eine eigenständige Gemeinde.

## Geschichte
Die Gemarkung Wemmetsweiler war bereits zur Römerzeit besiedelt. Bodenfunde zeugen vom Vorhandensein einer römischen Villa. Die Siedlung Wemmetsweiler entstand als fränkisches Sippendorf, wobei sich der Name wohl vom Sippenältesten Wimmo ableitete.
Die ersten Häuser entstanden am Sabelbach und dem dahinter liegenden Wiesenthal. Um 1750 wurde die erste Kapelle errichtet. Anlässlich der Renovierung und Vergrößerung der Kapelle um 1770 wurde in einer Verfügung des Bischofs von Metz erstmals der Ort Wimmeswiller erwähnt.
Wemmetsweiler gehörte bis 1794 zur Herrschaft Illingen und gelangte danach unter französische Verwaltung. Ab 1798 gehörte Wemmetsweiler zur Bürgermeisterei Uchtelfangen die 1877 zur Bürgermeisterei Illingen wurde. 1815 wurde Wemmetsweiler preußisch. 1841 wurde Wemmetsweiler in einer Beschreibung des Regierungsbezirks Trier mit einer Kapelle, einer Schule, 55 Häusern und 445 Einwohnern genannt.
Nach 1862 begann durch den stetigen Zuzug von Bergleuten die Besiedlung des Michelsberges. 1876 wurde Wemmetsweiler mit dem Bau der Fischbachtalbahn Bahnstation. Nach dem zweigleisigen Ausbau 1892 und dem Bau der Primstalbahn 1897 wurde Wemmetsweiler Eisenbahnknotenpunkt.
1897 wurde mit dem Bau der Pfarrkirche St. Michael begonnen, die 1899 fertiggestellt wurde. Ab 1908 war Wemmetsweiler eigenständige Pfarrei.
1921 löste sich Wemmetsweiler aus der Bürgermeisterei Uchtelfangen-Illingen und bildete bis Ende 1973 zusammen mit dem heutigen Schiffweiler Ortsteil Heiligenwald das Amt Wemmetsweiler. 1922 wurde der Bau des Rathauses begonnen, welches 1926 fertiggestellt wurde. Bis zum 31. Dezember 1973 war Wemmetsweiler eine eigenständige Gemeinde. Im Zuge der Gemeindereform wurde Wemmetsweiler am 1. Januar 1974 ein Ortsteil von Merchweiler.

### Bevölkerungsentwicklung
| Jahr      | 1880 | 1890 | 1900 | 1925 | 1935 | 1939 | 1961 | 1970 |
| Einwohner | 1759 | 2140 | 2956 | 4450 | 5055 | 4872 | 6189 | 6255 |

## Politik

### Ortsvorsteher
- seit 4. Juli 2019: Marlo Christiaens (SPD)
- 2009–2019: Michael Marx (CDU)
- 1999–2009: Gerhard Bermann (CDU)
- 1999:–1999Werner Joachim (SPD)
- 1993–1999: Joachim Jochum (SPD)
- 1984–1993: Gerhard Kleer (SPD)

### Ortsrat
- 7 Sitze (3 CDU, 3 SPD, 1 Bündnis 90/Die Grünen)

### Wappen
Von 1964 bis 1973 führte Wemmetsweiler als eigenständige Gemeinde ein eigenes Wappen. Es zeigt auf schwarzem Feld einen goldenen Göpel begleitet von einem silbernen Flammenschwert und einer silbernen Hacke.

## Sehenswertes

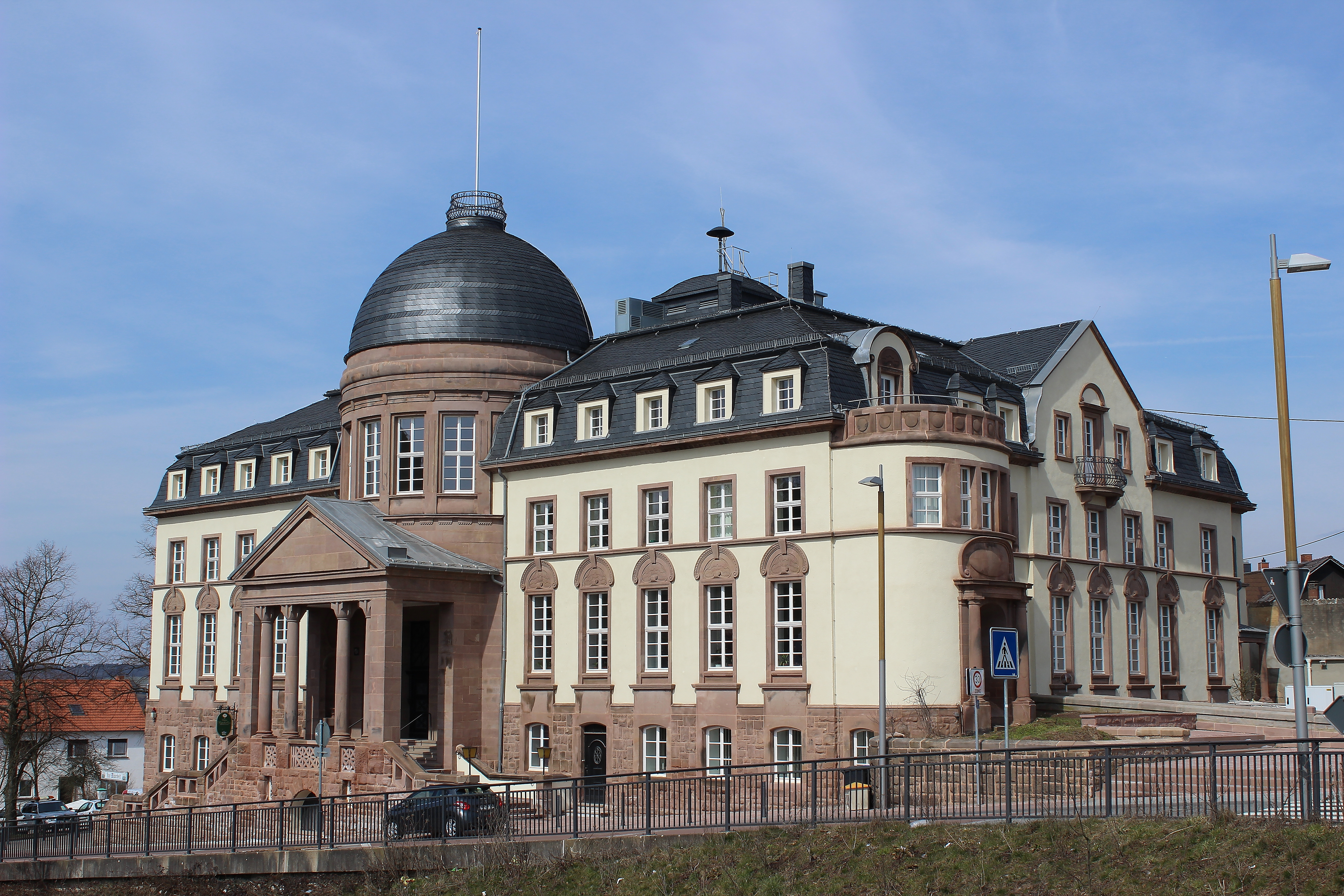
Rathaus Wemmetsweiler

Sehenswert in Wemmetsweiler sind das von 1925 bis 1927 durch Kreisbaumeister Otto Eberbach erbaute Rathaus Wemmetsweiler und die 1899 errichtete katholische Pfarrkirche St. Michael im neugotischen Stil. Beide Bauwerke sind in der Denkmalliste des Saarlandes als Einzeldenkmale aufgeführt. Ebenfalls auf der Denkmalliste aufgeführt sind die Kapelle „Maria Hilf“ am Rosengarten mit Kriegergedächtnisstätte von 1936, die um 1900 umgebaute Alte Mühle von 1804, sowie mehrere Wegekreuze und ein Grenzstein von 1753.
Der Rosengarten Wemmetsweiler wurde der in den Jahren 1925 bis 1929 von Bergleuten angelegt. Zum Rosengarten gehören eine Gaststätte und eine Minigolfanlage. Er ist auf einer Fläche von ca. 1.500 m² mit Tausenden Rosen verschiedener Sorten bepflanzt. Der Rosengarten in Wemmetsweiler ist einer von insgesamt neun Rosengärten im Landkreis Neunkirchen. In direkter Nähe des Rosengartens befindet sich die Kriegergedächtniskapelle „Maria Hilf“.

## Wirtschaft und Verkehr
Wemmetsweiler hat einen Bahnhof an der Bahnstrecke Neunkirchen–Illingen. Bis zum Bau der Wemmetsweiler Kurve im Jahr 2004 war Wemmetsweiler Eisenbahnknotenpunkt. 2006 wurde der neue Haltepunkt Wemmetsweiler-Rathaus an der Fischbachtalbahn eingerichtet, der näher am Ortskern liegt, und der bisherige Bahnhof im Personenverkehr aufgegeben.
Wemmetsweiler wird von den Landesstraßen L128 (Riegelsberg–Ottweiler), L294 und L295 durchzogen.

## Persönlichkeiten
- Balthasar Woll (1922–1996), SS-Oberscharführer der Waffen-SS und Panzerkommandant während des Zweiten Weltkrieges